# Cepões, Meijinhos e Melcões
Cepões, Meijinhos e Melcões (oficialmente: União das Freguesias de Cepões, Meijinhos e Melcões) é uma freguesia portuguesa do município de Lamego, com 10,96 km² de área e 970 habitantes (censo de 2021). A sua densidade populacional é 88,5 hab./km².

## História
Foi constituída em 2013, no âmbito de uma reforma administrativa nacional, pela agregação das antigas freguesias de Cepões, Meijinhos e Melcões e tem a sede em Cepões.

## Demografia
A população registada nos censos foi:
| Distribuição da População por Grupos Etários | Distribuição da População por Grupos Etários | Distribuição da População por Grupos Etários | Distribuição da População por Grupos Etários | Distribuição da População por Grupos Etários | Distribuição da População por Grupos Etários |
| -------------------------------------------- | -------------------------------------------- | -------------------------------------------- | -------------------------------------------- | -------------------------------------------- | -------------------------------------------- |
| Antes da agregação                           |                                              |                                              |                                              |                                              |                                              |
| Ano                                          | 0-14 anos                                    | 15-24 anos                                   | 25-64 anos                                   | >= 65 anos                                   | Total                                        |
| 2001                                         | 196                                          | 168                                          | 540                                          | 245                                          | 1149                                         |
| 2011                                         | 148                                          | 115                                          | 573                                          | 235                                          | 1071                                         |
| Após a agregação                             |                                              |                                              |                                              |                                              |                                              |
| Ano                                          | 0-14 anos                                    | 15-24 anos                                   | 25-64 anos                                   | >= 65 anos                                   | Total                                        |
| 2021                                         | 85                                           | 108                                          | 509                                          | 268                                          | 970                                          |